# الماندلوري وغروغو (فلم 2026)
الماندلوري وغروغو (بالإنجليزية: The Mandalorian & Grogu) هو فيلم أمريكي قادم من نوعية الخيال العلمي والمغامرة، من إخراج جون فافرو، الذي شارك أيضًا في كتابة السيناريو إلى جانب ديف فيلوني. يُنتج الفيلم بواسطة شركة لوكاس فيلم، وسيُوزّع من قبل شركة والت ديزني ستوديوز موشن بيكتشرز. يُعد الفيلم جزءًا من سلسلة حرب النجوم، ويُشكّل امتدادًا مباشرًا لأحداث المسلسل التلفزيوني "الماندلوري" الذي عُرض على منصة "ديزني+" بين عامي 2019 و2023. يؤدي بيدرو باسكال دور دين جارين / الماندلوري، ويشاركه البطولة كل من سيغورني ويفر، وجيريمي ألين وايت، وجوني كوين.
بحلول فبراير 2023، كان فافرو وفيلوني قد أنجزا كتابة الموسم الرابع من مسلسل "الماندلوري"، إلا أن إنتاج الموسم تأجل نتيجة نزاعات العمل التي شهدتها هوليوود عام 2023. خلال هذه الفترة، أعادت شركة "لوكاس فيلم" تقييم خططها الخاصة بالسلسلة، وقررت إعطاء الأولوية لإنتاج فيلم سينمائي على حساب استكمال الموسم الرابع.
أُعلن رسميًا عن الفيلم بعنوان "الماندلوري وغروغو" في يناير 2024، وبدأ التصوير في ولاية كاليفورنيا خلال أغسطس من العام نفسه، واكتمل في ديسمبر 2024، من المقرر إصدار الفيلم في دور العرض بالولايات المتحدة بتاريخ 22 مايو 2026.

## طاقم الممثلين
- بيدرو باسكال في دور دين جارين / الماندلوري: صائد جوائز ماندالوري يعمل في المناطق الخارجية للمجرة.
- غروغو: جناح دين جارين، وهو طفل صغير من فصيلة يودا. جرى إنشاء الشخصية باستخدام مزيج من الدمى التقليدية وتقنيات التحريك، مع تعزيزها بالمؤثرات البصرية الرقمية.
- سيغورني ويفر بدور وارد: عقيدة وقائدة في قوات "أديلفي رينجرز" التابعة للجمهورية الجديدة، وهي طيارة مخضرمة خدمت في صفوف تحالف المتمردين خلال الحرب ضد الإمبراطورية.
- جيريمي ألين وايت في دور روتا الهات: ابن زعيم الجريمة "جابا الهات".
- جوني كوين كقائد حرب إمبراطوري: زعيم لإحدى فصائل بقايا الإمبراطورية المجرية التي ما تزال تنشط في الظل بعد سقوط النظام الإمبراطوري.

كما يظهر في الفيلم غارازيب "زيب" أورّيليوس، أحد الشخصيات البارزة في مسلسل الرسوم المتحركة "حرب النجوم: المتمردون"، وظهور أفراد من فصيلة أنزيلان.

## الإصدار
من المقرر إصدار الفيلم في الولايات المتحدة في 22 مايو 2026.